# Ołena Mokrenczuk
Ołena Wiktoriwna Mokrenczuk (Олена Вікторівна Мокренчук; ps. Jaskółka, ur. 19 sierpnia 1967 w Śnieżnem) – ukraińska dziennikarka, pisarka, historyczka, wolontariuszka, nauczycielka, major Sił Zbrojnych Ukrainy. Członkini Narodowego Związku Dziennikarzy i Pisarzy Ukrainy.

## Życiorys
Absolwentka wydziału historii Donieckiego Uniwersytetu Narodowego im. Wasyla Stusa. Do 2009 nauczycielka historii i dziennikarka w Donbasie, a w latach 2004–2013 korespondentka kijowskiego czasopisma. W latach 2006–2011 dziekan eksperymentalnego wydziału dziennikarstwa chrześcijańskiego na Uniwersytecie Chrześcijańskim w Kijowie. W latach 2009–2015 dyrektorka agencji informacyjnej AlfaPress. W latach oficer prasowy 2015–2018 72 Wydzielonej Brygady Zmechanizowanej imienia Czarnych Kozaków. W latach 2018–2021 p.o. szef służby prasowej dowództwa operacyjnego "Północ". Od grudnia 2021 oficer Departamentu Public Relations Sił Zbrojnych Ukrainy.
Uczestniczka Rewolucji godności. Wolontariuszka, w latach 2014–2016 szefowa organizacji charytatywnej "Pomoc Frontowi", następnie szefowa organizacji wolontariackiej "Poczta Żołnierska".
Autorka licznych publikacji w mediach, a także książek Ukraina – sen, Aliska, lisica frontowa i Atena z "Kuby. Współautorka Narodowej Księgi Pamięci Ofiar Hołodomoru 1932–1933 na Ukrainie (2008) oraz serii almanachów biograficznych o wybitnych osobistościach Ukrainy, np. Pryazovia: Portret współczesności" Redaktorka trzech zbiorów poezji autorów chrześcijańskich.

## Odznaczenia
- Medal „Za udział w operacji antyterrorystycznej” (2015)
- Medal Ministra Obrony Ukrainy "Za wzorową służbę" (2020)
- Medal Szefa Sztabu Generalnego "Za osiągnięcia w służbie wojskowej", II stopnia (2020)
- Odznaka Dowódcy Wojsk Lądowych Sił Zbrojnych Ukrainy "Wojska Lądowe Ukrainy" (2018)
- Odznaka Honorowa Dowódcy Wojsk Lądowych Sił Zbrojnych Ukrainy "Za Służbę" (2019)
- Odznaka-Medal Dowódcy Wojsk Lądowych Sił Zbrojnych Ukrainy "Za Specjalną Służbę" (2021)
- Medal Dowódcy Połączonych Sił Zbrojnych Ukrainy "Krzyż Kozacki", III stopnia (2020)
- Odznaka Dowódcy Połączonych Sił Sił Zbrojnych Ukrainy "Za Służbę i Osiągnięcia" III Stopnia (2023)
- Medal Dowódcy Oddziałów Dowództwa Operacyjnego "Północ" Wojsk Lądowych Sił Zbrojnych Ukrainy "Za sumienną służbę" (2020)
- "Złota Gwiazda" odznaka dziennikarska (2016)
- "Osoba Roku" odznaka dziennikarska (2008)
- Medal "Za obronę Wołnowachy" (2015)
- Medal "Bojowy Ochotnik Ukrainy" (2016)
- Odznaka Honorowa Bohdana Chmielnickiego III Stopnia (2017)
- Medal "Za Ofiarność i Miłość do Ukrainy" (2017; Ukraiński Kościół Prawosławny Patriarchatu Kijowskiego)
- Medal "Za Niezłomność Ducha" (2021; WGO "Kraina")[5]

i inne.

## Stopnie wojskowe
- major (2023)
- kapitan (2022)
- starszy lejtnant[6].

## Źródła
- Л. Пуляєва. "На Донбасі мене рятували майданівська безстрашність і паспорт з донецькою пропискою", Високий замок, 02.04.2021.
- Я. Тимощук. «Після повноліття донька сказала: “Мамо, йдемо у військкомат”» — волонтерка, Радіо Свобода, 17.08.2016.
- В. Скоростецький. «Книгу „Вітер зі Сходу“ допишу, коли завершиться війна» — пресофіцерка ОК «Північ» Олена Мокренчук, АрміяInform, 27.04.2020.
- О. Гордєєв. Старший офіцер прес-центру оперативного командування «Північ» Олена Мокренчук: «Від початку війни мріяла писати про героїзм українських військових», Цензор.нет, 18.02.2019.
- Героїчна історія донбасівки Олени Мокренчук — прес-офіцера 72-ї бригади, дочка якої стала навідницею САУ, Новинарня, 09.03.2017.
- Р. Рудомський. Прес-офіцер Мокренчук: Про інформацію і правду з АТО, доньку солдата і місію прес-офіцера, Depo.ua, 17.07.2017.
- М. Пучинець. Олена Мокренчук: «Вітер зі сходу» надрукую, як скінчиться війна, Інформаційний портал Чернігівщини.
- Книга Афінка з Куби Олена Мокренчук, Блокпост.